# یوسف جان‌نثار
محمد یوسف جان نثار (که به نام یوسف جانیسار نیز شناخته می‌شود) فیلم‌ساز و تهیه‌کننده افغان-فرانسوی است که در سال ۱۹۷۰ در ولایت پنجشیر افغانستان به دنیا آمد. از سال ۱۹۸۶، او به‌عنوان فیلمبردار نظامی زیر نظر فرمانده احمد شاه مسعود در جنگ علیه اشغال شوروی و سپس در مبارزه با طالبان فعالیت کرد. کار مستندسازی او نقش حیاتی در حفظ آرشیوهای صوتی-تصویری تاریخی از مبارزات افغانستان ایفا کرده است. در آگوست ۲۰۲۱، نثار و خانواده‌اش در جریان سقوط کابل و در عملیات آپاگان به فرانسه تخلیه شدند.

## بیوگرافی
یوسف جان نثار در یک خانواده کشاورز در پنجشیر به دنیا آمد، اما وقتی سه ساله بود پدرش را از دست داد. در دوران نوجوانی، او پول جمع کرد تا اولین دوربین خود را خریداری کند. در سال ۱۹۸۶، به نیروهای احمد شاه مسعود پیوست و به عنوان دستیار نظامی مشغول به کار شد، اگرچه مسعود در ابتدا او را برای جنگیدن خیلی جوان می‌دانست. به جای آن، نثار به فیلمبرداری از عملیات‌ها، حرکت‌های استراتژیک و زندگی روزمره در درون ائتلاف شمال منصوب شد و زمانی که فرمانده از میدان جنگ غایب بود، به "چشم مسعود" تبدیل شد.
فیلم‌های نثار لحظات کلیدی تاریخ افغانستان را مستند کرده است، از جمله نبردها، ماموریت‌های شناسایی و تصاویری پشت صحنه از مقاومت مجاهدین. او مسئول فهرست‌برداری و حفظ این فیلم‌ها بود، که در ابتدا در پنجشیر نگهداری می‌شدند، سپس زمانی که مجاهدین در سال ۱۹۹۲ کابل را تصرف کردند به پایتخت منتقل شدند و در نهایت پس از به قدرت رسیدن طالبان در سال ۱۹۹۶ دوباره به پنجشیر بازگشتند.
پس از ترور مسعود در سال ۲۰۰۱، نثار با مؤسسه ملی صوتی-تصویری فرانسه (INA) همکاری کرد تا بخشی از آرشیوهای خود را حفظ کند، در حالی که بیشتر آن‌ها را در خانه‌اش در کابل نگه می‌داشت که تنها خانواده‌اش از محل نگهداری آن‌ها مطلع بودند. زمانی که طالبان در سال ۲۰۲۱ تهدید به تصرف کابل کردند، نثار با سفارت فرانسه تماس گرفت تا از تخریب آرشیوهای خود جلوگیری کند. در جولای ۲۰۲۱، هیئت باستان‌شناسی فرانسه به‌طور محرمانه هفت صندوق فلزی بزرگ را که حاوی ۳۵۰ نوار ویدئویی VHS، ۲۰۰ نوار Hi-8، ۳,۰۰۰ نوار MiniDV و ۲۵ هارد دیسک بود، تخلیه کردند—مجموعاً ۵,۰۰۰ ساعت فیلم تاریخی.
در تاریخ ۲۳ آگوست ۲۰۲۱، یوسف جان نثار، همسرش نوریه و هشت فرزندشان (با سنین ۱۵ تا ۲۷ سال) با کمک سفارت فرانسه و به‌عنوان بخشی از عملیات آپاگان از کابل به پاریس تخلیه شدند.

## کارنامه و مشارکت‌ها
کار نثار به‌طور گسترده‌ای به دلیل اهمیت تاریخی‌اش مورد توجه قرار گرفته است. فیلم‌های آرشیوی او بخشی از مجموعه «افغانستان-مسعود» مؤسسه ملی صوتی-تصویری فرانسه (INA) شده است که از طریق پلتفرم Mediapro برای فیلم‌سازان و پژوهشگران قابل دسترسی است. در سال ۲۰۲۳، اتحادیه حفاظت از میراث در مناطق درگیر در جنگ (ALIPH) از حفظ، فهرست‌برداری و دیجیتال‌سازی این آرشیوها حمایت کرد و به نثار و تیمی از INA کمک کرد تا این مجموعه را مستند کرده و فهرست‌برداری کنند.
کارهای او در چندین مستند معتبر به نمایش درآمده‌اند، از جمله در برنامه‌های INA ttendu (فرانس اینفو، ۲۰۲۱)، Afghanistan: Memory as a Weapon (فرانس کلتور، ۲۰۲۲) و Operation Jawbreaker (نتفلیکس، ۲۰۲۳)، جایی که او به‌عنوان فیلمبردار رسمی ائتلاف شمال ظاهر شد. همچنین، فیلم‌های نثار در مستند Mystères d’archives (۲۰۱۲) و سریال History Catchers نیز به نمایش درآمدند، که یکی از قسمت‌های آن در سال ۲۰۱۹ به مرگ احمد شاه مسعود و نقش حیاتی نثار در مستندسازی آن اختصاص داشت.

## میراث
از طریق لنز دوربین خود، نثار برخی از مهم‌ترین لحظات تاریخ افغانستان را ثبت کرده و آن‌ها را برای نسل‌های آینده حفظ کرده است. آرشیوهای او به عنوان مجموعه‌ای منسجم، معتبر و تاریخی مورد تحسین قرار گرفته‌اند که تاب‌آوری مردم افغانستان را در طول دهه‌ها جنگ به نمایش می‌گذارند.

## جوایز
در سال ۲۰۲۴، محمد یوسف جان نثار جایزه مدیریت رسانه‌ای FIAT/IFTA را در خلال کنفرانس جهانی FIAT/IFTA در بخارست، رومانی دریافت کرد. این جایزه به پروژه‌هایی اعطا می‌شود که در زمینه حفظ، مدیریت و استفاده از آرشیوهای صوتی-تصویری پیشرفت‌هایی به وجود آورده باشند. نثار به خاطر تلاش‌هایش در مستندسازی و مدیریت تصاویر تاریخی مرتبط با ائتلاف شمال و احمد شاه مسعود، به عنوان فردی که به حفظ میراث صوتی-تصویری افغانستان کمک کرده است، مورد تقدیر قرار گرفت.